# Sulzer
Sulzer AG er en schweizisk industrikoncern med hovedkvarter i Winterthur, Kanton Zürich.
Sulzer er inddelt i følgende primære divisioner:
- Flow Equipment
- Services – Services til strømningsmaskiner, generatorer og motorer
- Chemtech – Procesteknologi, Polymer, fraktionierende Kristallisation og Lizenztechnologien

Sulzer-koncernen blev etableret i 1914 og har i dag 12.900 ansatte.